# LML Trendy
Der LML Trendy war der erste Motorroller des indischen Herstellers LML (Lohia Machinery Limited), der 1998 ganz ohne Beteiligung des italienischen Herstellers Piaggio entwickelt und gebaut wurde. Er wurde 1999 erstmals in Delhi vorgestellt. Mit der Werksschließung im Februar 2006 wurde die Produktion der LML Trendy eingestellt.

## Modellbeschreibung
Der Trendy hat einen Kickstarter und es gab auch Modelle mit zusätzlichem elektrischen Anlasser. Der gebläsegekühlte Einzylinder-Zweitaktmotor hat einen Hubraum von 59,8 cm³ und eine maximale Motorleistung von 2,6 kW bzw. 3,5 PS bei einer Drehzahl von 6.000 min−1. Das maximale Drehmoment von 4,12 Nm wird bei 5.500 min−1 erreicht. Die Kraftübertragung erfolgt über ein Variomaticgetriebe. Das Leergewicht beträgt 69 kg, hinzu kommt ein Tankvermögen von 3,5 l. Die Frischölschmierung erfolgt mit einem Öl-/Benzin-Mischverhältnis von 1:50. Das Fahrzeug erreicht eine Höchstgeschwindigkeit von 50 km/h.
Wie auch der seit 1990 von Bajaj Auto produzierte Sunny-Roller, wurde der Trendy in Indien als Scooterette klassifiziert, also als „Rollerchen“, vergleichbar den europäischen Kleinrollern bis 50 cm³.